# جاك دويل (لاعب كرة قدم أمريكية)
جاك دويل (بالإنجليزية: Jack Doyle)‏ هو لاعب كرة قدم أمريكية أمريكي، ولد في 5 مايو 1990 في إنديانابوليس في الولايات المتحدة.

## وصلات خارجية
- جاك دويل على موقع إي إس بي إن.كوم (أن.أف.أل)3
- جاك دويل على موقع مرجع كرة القدم المحترفة.كوم (الإنجليزية)